# Тайма Тайма
Тайма Тайма — петроглифы из археологических раскопок восточнее Коро, штат Фалькон (Венесуэла). Человеческие поселения возникли там около 14 000 лет назад. Это памятник позднего плейстоцена.
В 1964 году район был исследован Хосепом Мариа Крусентом (1911—2005), Аланом Брайоном, Родольфо Касамикелой, Рутой Грун и Клаудио Охсениусом. Здесь были обнаружены метательные снаряды Эль-Джобо, которые являются наиболее ранними подобными открытиями в Южной Америке. Вероятно, эти орудия использовались для охоты на крупный скот. Но здесь были обнаружены не только инструменты для охоты и разделки туш, а также деревообрабатывающие и другие орудия, которые дают возможность предполагать широкий спектр занятий жителей этой местности. Гомологичных инструментов не обнаружено больше нигде. Некоторое сходство, по мнению Тома Диллехея, американского антрополога, отмечается со снарядами в Монте-Верде (Чили), поэтому, возможно, эти орудия — местное изобретение или имеют исключительно локальный характер.